# Steven Parrino
Steven Parrino (* 1958 in New York; † 1. Januar 2005 in Greenpoint, einem Stadtteil von Brooklyn, New York) war ein US-amerikanischer zeitgenössischer Maler, Konzeptkünstler und Noise-Musiker.

## Leben
Steven Parrino wuchs auf Long Island auf. Mit 13 Jahren besuchte er ein Grateful-Dead-Konzert in seiner Nähe, bei dem ihm das „höllische Feedback“ besonders imponierte. Nach weiteren Musikerfahrungen (z. B. 1976 die erste Ramones-LP) begann er 1977 mit zwei elektrischen Gitarren, die er aufeinander rieb, zu experimentieren. 1978 entdeckte er die No-Wave-Subkultur in der Musik mit deren praktizierten Minimalismus. Dieser sollte sich künftig in all seinen künstlerischen Ausdrucksformen widerspiegeln. Nach eigener Aussage wurde er zum Verzerrungs-, Verbeulungs-, Verwerfungs-Junkie.
Parrino erlangte 1979 an der State University of New York at Farmingdale den Hochschulgrad Associate of Applied Science und erhielt 1982 den Bachelor of Fine Arts von der Parson’s School of Design. Seine erste Ausstellung hatte er 1984 in der Galerie Nature Morte in East Village (Manhattan). Sein 1979 mit Feedbacks begonnenes öffentliches musikalisches Auftreten führte ihn anschließend als Gitarrist in einige lokale Bands und 1997 gründete er das Noise-Projekt Electrophilia – zunächst alleine, höchstens durch Gäste aufgestockt, dann ab 2002 zusammen mit der in New York lebenden deutschen Künstlerin Jutta Koether als Duo.
Steven Parrino war ein passionierter Biker und Lederjackenträger. Er starb bei einem Motorradunfall nach dem Besuch einer Silvesterfeier am frühen Morgen des 1. Januar 2005. Alkohol sei nicht im Spiel gewesen, wurde betont.

## Werk
Als bildender Künstler versah Parrino seine Leinwände meist mit einem monochromen Anstrich der Farben Rot, Orange, Silber oder Schwarz, zerstörte diese danach, um die Streifen oder Fetzen nicht plan, sondern geschichtet, gewölbt, zerknüllt oder andersartig plastisch ausgestaltet neu aufzubringen. Dadurch erzeugte er eine differenzierte Lichtbrechung und Verschattung. Die Umformung seiner Bilder zu Reliefs entsprach dem Geist von Donald Judd, der die starre traditionelle Vorgabe von an die Wand gepressten Rechtecken bemängelte. Parrino selbst nannte sie „misshaped paintings“ (etwa: „unförmige Bilder“). Auch aus anderen Materialien bestehende Werke unterlagen einem vorherigen Zerstörungsprozess. Parrino trug beispielsweise auf 13 Grundplatten aus Gipskarton schwarzen Industrielack auf und zerschlug sie anschließend. Er nannte das 2001 entstandene Objekt 13 Shattered Panels (for Joey Ramone). Der Bezug zu Joey Ramone, den Gründer der „wilden“ Punkrock-Band Ramones ist einer der vielen zur amerikanischen Underground-Kultur. Parrino liebäugelte offen mit der Motorradkultur der Hells Angels, mit den Insignien des Okkultismus, mit Underground-Comics und -filmen, mit der Performance-Kunst der 1970er Jahre und mit der Punk-Szene sowie experimenteller Musik – allesamt Provokationen für die breite Bevölkerungsmasse.
Zusätzlich zur Malerei fertigte Parrino Environments, Making-of-Filme, verbogene Metallskulpturen, die mit seinen „unförmigen Leinwänden“ korrespondieren, sowie Fotografien seines Schreibtisches mit den Zeitungsausschnitten und Musikalben, die ihn inspiriert hatten, an. Um 1984 herum wurde Parrino einem Zweig des Postmodernismus zugerechnet, der Neo-Geo heißt. Zu diesem Künstlerkreis, der modernistische Abstraktion mit einer zynischeren Form der Pop-Art-Weltlichkeit durch Hinzufügen von Verweisen auf Kommerz, Design, Musik oder Filme vermischte, gehörten außerdem Peter Halley, Wallace & Donahue, Haim Steinbach, John Armleder und Olivier Mosset. Er war nicht glücklich mit dieser Zuordnung. Das Werk Steven Parrinos übte Einflüsse auf beispielsweise Cady Noland und Banks Violette aus.
In der Musik praktizierte er zuerst die „Guitar Grinds“, das heißt das Aufeinanderreiben der Saiten zweier elektrischer Gitarren zur Erzeugung von schrillen Feedback-Geräuschen. Ab 1997 drückte er sich mittels elektronischer Klangerzeugungsgeräte aus. Zu seinem Projekt Electrophilia stieß die Noise- und Performance-Künstlerin Jutta Koether und gemeinsam erzeugte und kombinierte man psychedelisches Rauschen, verfremdete Bassläufe und Synthesizer-Klangteppiche. Das Ergebnis wurde als Mischung aus der Schalldichte von Lou Reeds Metal Machine Music, dem improvisatorischen Instrumentenkreischen bei Albert Ayler, Merzbows extremen Lärmattacken und der schmutzigen Rohheit der Stooges beschrieben.

## Einzelausstellungen (Auswahl)
- 1984, 1987: Nature Morte Gallery, New York (1987 u.d.T. Holes and Slots)
- 1988, 1990, 1992, 1995, 2000, 2004, 2007: Massimo de Carlo Arte Contemporanea, Mailand (2004 u.d.T. Tre und 2007 u.d.T. A Fair Show: Slang and Cool Orthodoxy in der nun Galleria Massimo De Carlo genannten Galerie)
- 1988, 1992: Galerie Sylvana Lorenz, Paris
- 1990, 1993, 1995, 2000, 2007: Galerie Rolf Ricke, Köln (1995 u.d.T.  De(Forming); 2007 in der als Galerie Schmidt Maczollek weitergeführten Galerie)
- 1994: Win van der Abbeele Gallery, Antwerpen
- 1995: Kees Van Gelder Gallery, Amsterdam
- 1995: Amphetamine Monster, Mill Art & Public, Genf
- 1995: Misfits, Tre Gallery, Stockholm
- 1996: Kunsthaus Palais Thurn und Taxis Gärtnerhaus, Bregenz
- 1998: CAN, Centre d’art Neuchâtel, Neuchâtel
- 1999: Elizabeth Cherry Gallery, Tucson, AZ
- 2001: Grazer Kunstverein, Graz
- 2002: Black Bonds, with Jutta Koether, Swiss Institute, New York
- 2002: Steven Parrino Videos 1979–Present, Circuit, Lausanne
- 2003: Transnational Monster League, Derek Eller Gallery, New York
- 2003: We Love Painting – American Contemporary Art from the Misumi Collection, Museum of Contemporary Art, Tokio
- 2004, 2009: Kunstmuseum St. Gallen, St. Gallen (2004 u.d.T. Global World – Private Universe, 2009 u.d.T. Born to be Wild – Hommage to Steven Parrino)
- 2005: The Painted World, P.S.1 Contemporary Art Center, Long Island City, NY
- 2005: What’s New Pussycat?, Museum für Moderne Kunst, Frankfurt am Main
- 2006: Cosmic Wonder, Yerba Buena Center for the Arts, San Francisco, CA
- 2006: Day for Night, Whitney Museum of American Art, New York (Whitney Biennial 2006)
- 2006: Rétrospective 1977–2004, Musée d’Art Moderne et Contemporain (MAMCO), Genf
- 2007: La Marque Noire. Rétrospective, Palais de Tokyo, Paris
- 2007: Gagosian Gallery, New York

## Diskografie
- 1998: Osculum Infame (7"-Vinyl-Single, Villa Magica Records)
- 1999: Electrophilia: Live France 1999, A Clean and Healthy Obsession (Live-CD, ENSA Bourges)
- 2002: Shock Wave Troop (limitierte 10"-Vinyl-Single, Éditions Circuit)
- 2004: Black Noise Practitioner (Doppel-LP, Skul)
- 2005: Jutta Koether/Steven Parrino Untitled (Live-Musikkassette, Tapesports)
- 2016: Electrophilia Vs. LSD 25 (Album, Villa Magica Records)

## Tribute
- John Armleder, Amy Granat, Mai-Thu Perret (Hrsg.): Black Noise. A Series of Artist Boxes in the Comic Format Conceived in Tribute to the Late Steven Parrino. JRP Ringier, Zürich 2007, ISBN 978-3-905770-94-0 (Box-Set, bestehend aus 32 Einzelalben).